# Naoki Matsuda
Naoki Matsuda (em japonês: 松田 直樹, Matsuda Naoki - Kiryu, 14 de março de 1977 - Yokohama, 4 de Agosto de 2011 foi um futebolista japonês, qua atuou na Copa do Mundo FIFA de 2002.

## Carreira
Ele representou a Seleção Japonesa de Futebol nas Olimpíadas de 1996 e 2000.

## Falecimento
Faleceu no dia 04 de agosto de 2011, dois dias depois de sofrer uma parada cardíaca.

## Títulos

### Clubes
Yokohama Marinos
- J. League: 1995, 2003 e 2004
- Copa da J.League: 2001

Japão
- Copa da Ásia: 2000 e 2004